# Lucullus de Valenciennes

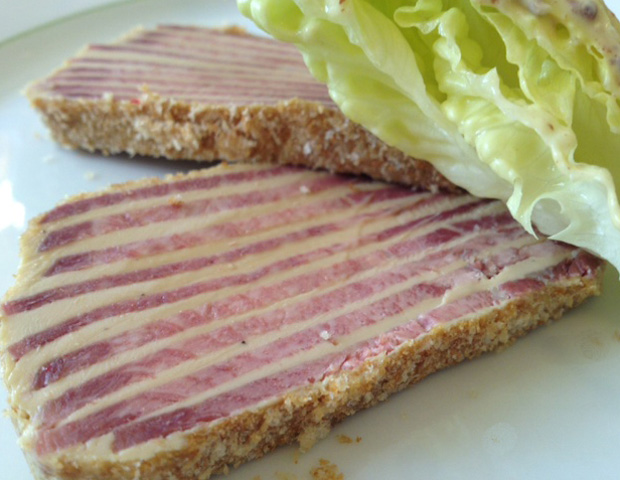
Langue de Lucullus.

La Lucullus de Valenciennes, également appelée langue de Lucullus, est une spécialité culinaire réputée de Valenciennes. Il s'agit d'un mélange entre de la langue de bœuf, fumée, puis cuite au court-bouillon, et du foie gras.
Cette alliance est née dans les années 1930. Pour un repas d'enterrement, un couple de Parisiens venu à Valenciennes a demandé une version plus « raffinée » de la langue de bœuf. C'est ainsi qu'un restaurateur a eu l'idée d'y étaler du foie gras. Son nom est une référence au général romain Lucullus. 
Le principal atelier de production de Lucullus réalise près de 70 % de son chiffre d'affaires durant la période des fêtes, ce qui représente une trentaine de tonnes selon Augustin Motte.
Cette spécialité peut se consommer en entrée avec un toast chaud grillé ou accompagnée d'un confit d'oignon et d'un verre de vin blanc.